# Margot Abascalová
Margot Abascalová, nepřechýleně Margot Abascal, (* 1973 Nantes) je francouzská herečka.

## Filmografie
- 1989 – Des cadavres à la pelles, režie Eric le Hung
- 1989 – Chloris (krátký film), režie Max Berto
- 1990 – Promotion canapé, režie Didier Kaminka – Françoise
- 1991 – Mémoires (krátký film), režie Eric Summer
- 1993 – L'Orange amère (krátký film), režie Olivier Sadock
- 1993 – Le Jeune Werther, režie Jacques Doillon – sestra Guillauma
- 1995 – Bídníci 20. století, režie Claude Lelouch
- 1995 – Le Rocher d’Accapulco, režie Laurent Tuel – Sandrine
- 1997 – Les Corps ouverts, režie Sébastien Lifshitz
- 1997 – Scènes de lit, režie François Ozon – Virginie ("Love in the dark")
- 1998 – On a très peu d'amis, režie Sylvain Monod – Lucie
- 1998 – Hygiène de l'assassin, režie François Ruggieri
- 1999 – Nos vies heureuses, režie Jacques Maillot – l'inconnue
- 1999 – Inséparables, režie Michel Couvelard – Sylvie
- 1999 – Scali/Margot, režie Valérie Mrejen
- 2000 – A Découvert, režie Camille Brottes
- 2000 – Les Solitaires, režie Jean-Paul Civeyrac
- 2000 – Banqueroute, režie Antoine Desrosières – prostitutka
- 2000 – Le Cœur à l'ouvrage, režie Laurent Dussaux – Sophie
- 2000 – Les Morsures de l'aube, režie Antoine de Caunes – Brigitte
- 2001 – Pas d'histoires ! 12 regards sur le racisme au quotidien, režie Philippe Jullien – Melle Dubois ("Petits riens")
- 2001 – Nom de code : Sascha, režie Thierry Jousse
- 2002 – La Voix de Luna, režie Margot Abascal
- 2002 – Une femme d'honneur, televizní seriál, Mélanie Jourdain
- 2002 – Plus haut, režie Nicolas Brevière – Juliette
- 2002 – Filles perdues, cheveux gras, režie Claude Duty – Corinne
- 2002 – Monique : toujours contente, režie Valérie Guignabodet – Séverine
- 2003 – Joséphine, ange gardien, televizní seriál, Olivia
- 2003 – Des voix alentours, režie Sébastien Betbeder
- 2005 – Les Clefs du zoo de Vincennes, režie Christophe Morin
- 2005 – La Crim', televizní seriál, Laure Salvaing
- 2005 – Les Invisibles, režie Thierry Jousse – Lisa
- 2006 – Sauveur Giordano, televizní seriál Magali Ribero
- 2006 – Président, režie Lionel Delplanque – Florence

## Divadlo
- 2006 – Conversations après un enterrement, režie Yasmina Reza

## Ocenění
- 1997, nominace na cenu Michela Simona na festivalu Acteurs à l'Écran